# Institut für Referenzmaterialien und Messungen
Das englisch Institute for Reference Materials and Measurements (IRMM) ‚Institut für Referenzmaterialien und Messungen (IRMM)‘ ist eines der sieben Institute der englisch Joint Research Centre (JRC) ‚Gemeinsame Forschungsstelle‘, einer Generaldirektion der Europäischen Kommission.  
Das IRMM hat seinen Sitz im belgischen Geel.

## Geschichte
Das Institut wurde 1957 gemäß den Bestimmungen der Römischen Verträge gegründet und war ab 1960 als englisch Central Bureau for Nuclear Measurements (CBNM) ‚Zentralbüro für Kernmessungen‘ bekannt. Seine ursprüngliches Aufgabengebiet lagen damit im Bereich der friedlichen Nutzung der Kerntechnik und Kernenergie. 
Im Rahmen der Neuausrichtung der Forschungsstrategie erhielt es 1993 seinen aktuellen Namen.
Damit umfasst sein Arbeitsbereich heute neben Referenzmaterialien im Nuklearbereich (z. B. Radionuklidmessungen und Neutronenphysik) auch Themengebiete der Lebensmittelsicherheit und des Umweltschutzes: Referenzmaterialien, Lebensmittelanalytik, Bioanalytik oder Chemische Referenzmessungen.
Das IRMM ist ein bedeutender Hersteller und Vertreiber von Referenzmaterialien. Dazu betreibt es vier EU-Referenzlaboratorien. Es entwickelt und validiert Analysenverfahren, produziert Referenzmaterialien zur Qualitätssicherung von Prüflaboratorien und organisiert Evaluationsprogramme für Messungen.

## Organisation
Am IRMM arbeiten ca. 280 Mitarbeiter (Stand: 2025).

### Leitung
- Kommissar (Stand 2025) ist Ekaterina Zaharieva.
- (Acting) Director-General, Deputy Director-General Bernard Magenhann
- (Acting) Deputy Director-General Matthias Oel